# 董希文
董希文（1914年5月29日—1973年1月8日），生于浙江省绍兴市柯桥区，中国油画家。1952年至1953年创作最著名的油画《开国大典》。董希文先後就读于苏州美术专科学校和杭州国立艺术专科学校，師從中国第一代油画名家颜文樑、方幹民和朱士杰等。

## 生平
董希文毕业于杭州惠兰高中。1932年考入浙江大学土木工程系，1933年和1934年先后就读于苏州美术专科学校和杭州国立艺术专科学校，受教於中国第一代油画名家颜文樑、方幹民和朱士杰等。1939年国立艺专毕业后曾去越南河内的巴黎美术专科学校学习了半年。1942年至1946年任敦煌艺术研究所研究员，临摹壁画。1946年开始在国立北平艺术专科学校任教。期间同情中国共产党领导的学生政治运动，参加了迎接北平解放的活动。1949年7月参加绘制第一幅天安门上的毛泽东油画像，同年12月加入中国共产党。
先后任中央美术学院教授，人民英雄纪念碑浮雕起稿组长，第二届全国政协委员。1962年在中央美术学院成立吴作人、羅工柳、董希文工作室。1969年受政治迫害，被下放劳动。1973年1月8日因癌症逝世。
擅长人物绘画。其油画结合了西方文艺复兴以来的现实主义传统和中国传统绘画的装饰趣味（包括敦煌壁画的鲜明色泽），符合大众审美趣味。
其1949年后的作品有将艺术政治化的倾向。《开国大典》不但成为后来「红光亮」文革绘画形式的源头，而且中共内部的政治斗争迫使董希文亲自两次进行修改，抹去先后失势的原中央人民政府副主席高岗、原国家主席刘少奇人像；1972年由其学生靳尚谊临摹一张抹去原政治局委员林伯渠的版本。1979年，又被复制了一版，反映该画最初的样子。

## 作品
- 油画：《苗女赶场》（1943年）、《哈萨克牧羊女》（1947年）、《迎接解放》（1949年）、《开国大典》（1953年）、《春到西藏》（1954年）、《密云春水》（1964年）。
- 作品集：《长征路线写生集》、《董希文画集》、《董希文素描集》。
- 艺术论文：《从中国绘画的表现方法谈到油画中国风》、《素描基本练习对于彩墨画教学的关系》、《绘画的色彩问题》。

## 學生
- 高泉